# Defender-Europe 20
O Defender-Europe 20 é um treinamento da Organização do Tratado do Atlântico Norte (OTAN) na Europa, considerado o maior dos últimos 25 anos. Desde janeiro, o exército norte-americano enviou aproximadamente seis mil soldados dos Estados Unidos para a Europa, incluindo um quartel-general da divisão e uma equipe de combate de brigada blindada. A estimativa é que se envie cerca de vinte mil soldados durante todo treinamento.
O objetivo do Defender-Europe 20 é construir prontidão estratégica, empregando uma força de combate na Europa em apoio à OTAN e à Estratégia de Defesa Nacional dos Estados Unidos.
Em 5 de junho de 2020 o treinamento foi iniciado na Polônia com participação militares americanos e polacos. O treinamento inicial na Polônia estava programado para maio, mas foi adiado para junho em razão da pandemia de COVID-19.